# Daphrose Gahakwa
Daphrose Mukankubito Gahakwa là một chính trị gia Rwanda, từng giữ chức Bộ trưởng Bộ Giáo dục từ năm 2008 đến 2009.
Gahakwa lớn lên ở Uganda, và tốt nghiệp Đại học Makerere với bằng Cử nhân Khoa học năm 1996. Cô tiếp tục kiếm được bằng thạc sĩ về nhân giống cây trồng (1997) và Tiến sĩ (2001) từ Đại học East Anglia ở Anh. Tiến sĩ của cô được mang tên "Nghiên cứu phân tử và sinh hóa về biểu hiện gen chuyển trong lúa và ngô". Bà được bổ nhiệm làm Bộ trưởng Bộ Giáo dục sau cuộc cải tổ nội các vào tháng 3 năm 2008, trước đây là Bộ trưởng Bộ Nông nghiệp. Vào tháng 7 năm 2009, cô được Charles Murigande thay thế làm Bộ trưởng Giáo dục. Cô cũng từng là Hiệu trưởng của Đại học Quốc gia Rwanda.